# Frances Jennings Casement
Frances Jennings Casement (1840-1928) est une suffragette américaine. Elle épouse le général John S. Casement en 1857, avec lequel elle déménage dans le Wyoming. Il est élu au Congrès des États-Unis mais ne peut pas y siéger à la suite d'un litige juridique. Dans le Wyoming, elle rencontre Susan B. Anthony et Elizabeth Cady Stanton. En 1883, après son retour dans l'Ohio, elle crée l'Association pour l'égalité des droits à Painesville et en 1885, elle participe à la fondation de l'Association d'Ohio pour le Suffrage des Femmes qu'elle présidera de 1885 à 1889.